# Eugeniusz Kulesza
Eugeniusz Kulesza (ur. 8 marca 1891 w Warszawie, zm. 30 czerwca 1941 w Łupantach) – polski duchowny katolicki, marianin, męczennik, Sługa Boży Kościoła katolickiego.

## Życiorys
Eugeniusz Kulesza urodził się 8 marca 1891 w Warszawie w rodzinie Wojciecha i Franciszki Dworakowskiej. Początkowo uczęszczał do warszawskiego Gimnazjum gen. Pawła Chrzanowskiego. Z powodu wybuchu I wojny światowej rodzina wyjechała do Rosji. Tam Eugeniusz kontynuował naukę i zdał maturę. Po powrocie do kraju studiował na Uniwersytecie Jagiellońskim w Krakowie, najpierw medycynę, następnie antropologię.
Pod wpływem marianina ks. Leona Kulwiecia i kolegi ze studiów Bronisława Załuskiego postanowił wstąpić do Zgromadzenia Księży Marianów. Nowicjat rozpoczął na Bielanach w Warszawie 1 listopada 1915. Wychowawcą nowicjackim Kuleszy był ks. Jerzy Matulewicz. Pierwsze śluby złożył 1 listopada 1916, następnie wyjechał do Fryburga w Szwajcarii. Święcenia kapłańskie przyjął z rąk bpa Jerzego Matulewicza w klasztorze marianów w Raśnej koło Wysokiego Litewskiego 2 października 1921. Po święceniach ks. Kulesza wrócił do Fryburga. Wieczyste śluby zakonne złożył 1 listopada 1922. Mieszkając w Szwajcarii, nabawił się gruźlicy. W 1924 obronił pracę doktorską z teologii życia wewnętrznego Doktryna mistyczna Ryszarda od św. Wiktora.
Po powrocie do Polski leczył się w Kuźnicach pod Zakopanem. Poprosił o wyjazd w celach leczniczych do Szwajcarii. Do 1926 przebywał również we Włoszech i Francji. Po kuracji pracował na Bielanach. W tym czasie miał incydent związany z chęcią przeniesienia się paulinów na Jasną Górę. Uzyskał nawet w tym celu pozwolenie władz kościelnych z Rzymu. Epizod ten zakończył się jednak powrotem na Bielany. W 1936 ks. Kulesza został rektorem kolegium bielańskiego. W 1938 przyjął urząd przełożonego domu zakonnego w Drui nad Dźwiną. Był też dyrektorem Gimnazjum im. Króla Stefana Batorego.
Po wybuchu II wojny światowej i zajęciu okolic Drui przez Rosjan, ks. Kulesza dodawał otuchy księżom i zakonnicom, organizował pomoc materialną dla wywiezionych na Sybir i do Kazachstanu. Po agresji III Rzeszy na ZSRR władze opuściły Druję. Ludność poprosiła ks. Kuleszę, by stanął na czele obywatelskiego komitetu sprawującego władzę w mieście. Ostatecznie przystał na tę prośbę.
W godzinach popołudniowych 30 czerwca 1941 grupa żołnierzy radzieckich przepłynęła Dźwinę i aresztowała ks. Kuleszę. Gdy transportowano go w kierunku Połocka, zepsuł się samochód. Księdza zaprowadzono więc do chaty, w której stacjonował sztab sowiecki. Jeszcze tego samego dnia został wyprowadzony na pobliskie pole i najpierw postrzelony, a następnie pchnięty bagnetem w głowę. Zmarł we wcześniej wykopanym dole. Gdy do Drui wkroczyli Niemcy, wykopano ciało zamordowanego kapłana i odwieziono do klasztoru marianów. Pogrzeb odbył się 8 lipca w Drui.
Proces beatyfikacyjny rozpoczęty został 31 maja 2003 w Sankt-Petersburgu przez abpa Tadeusza Kondrusiewicza.